# Barcs (delregion)
Barcs (ungerska: Barcsi kistérség) var en delregion i provinsen Somogy i regionen Södra Transdanubien i Ungern. Den ersattes av distriktet Barcs.
Huvudorten i delregionen var Barcs. 

## Orter i Barcs
| Babócsa    | Barcs        | Bélavár        | Bolhó     | Csokonyavisonta  |
| Darány     | Drávagárdony | Drávatamási    | Heresznye | Homokszentgyörgy |
| Istvándi   | Kálmáncsa    | Kastélyosdombó | Komlósd   | Lad              |
| Lakócsa    | Patosfa      | Péterhida      | Potony    | Rinyaújlak       |
| Rinyaújnép | Somogyaracs  | Szentborbás    | Szulok    | Tótújfalu        |
| Vízvár     |              |                |           |                  |